# Wakusei Abnormal
Wakusei Abnormal (Japans: 惑星アブノーマル; Romaji: Wakusei abunōmaru; Nederlands: Abnormale Planeet) is een Japans muzikaal duo. De band werd opgericht door zangeres Taneko Alex (ボーカル) en toetseniste Tena Ondine (キーボード). Hun muziek wordt omschreven als psychedelisch en avant-gardistisch. Ze staan daarnaast bekend om hun intense live-uitvoeringen.

## Discografie

### Mini-albums
- Nandemonai Kyoki (2013)
- Anata Sonata (2013)
- Kokoro Koko ni (2015)
- Danjo (2020)